# جون أوليف
جون أوليف (بالإنجليزية: John Olliff)‏ مواليد 1 ديسمبر 1908 في لندن - الوفاة 29 يونيو 1951 في تشيسوك، كان لاعب كرة مضرب إنجليزي بدأ مسيرته كمحترف سنة 1928 وكان يلعب باليد اليمنى، اعتزل اللعب في 1949.

## روابط خارجية
- جون أوليف على موقع رابطة محترفي التنس (الإنجليزية)
- جون أوليف على موقع الاتحاد الدولي لكرة المضرب (الإنجليزية)
- جون أوليف على موقع كأس ديفيز (الإنجليزية)